# A Good Man in Africa
A Good Man in Africa (Fernsehtitel: Der letzte Held von Afrika) ist eine US-amerikanische Filmkomödie von Bruce Beresford aus dem Jahr 1994. Das Drehbuch schrieb William Boyd anhand des eigenen, gleichnamigen Romans.

## Handlung
Morgan Leafy ist ein Sekretär der britischen Botschaft in einem afrikanischen Land. Er hat eine Affäre mit der Ehefrau von Sam Adekunle, einem lokalen Politiker.
Als eine einheimische Frau vom Blitz getötet wird, bleibt die Leiche auf dem Gelände der Botschaft liegen. Sie darf nicht – der Meinung der Einheimischen nach – ohne entsprechende Rituale berührt werden. Der Botschafter Arthur Fanshawe erwartet den Besuch einer Verwandten der britischen Königsfamilie. Er weist Leafy an, das Problem der Leiche zu lösen. Fanshawe lehnt es jedoch ab, einen Magier für die Rituale zu bezahlen, weil er Lächerlichkeit bei der Finanzkontrolle fürchtet.
Leafy lässt die Leiche verschwinden, was jedoch einen Streik des einheimischen Personals der Botschaft verursacht. Er wird daraufhin scharf von seinem Vorgesetzten kritisiert.
Leafy wird von dem Ehemann seiner Geliebten, dessen Helfer ihn ins Auto des Politikers zerren, angesprochen und bedroht. Adekunle will ein Immobiliengeschäft auf einem Grundstück abwickeln, das dem örtlichen Krankenhaus gehört. Dazu ist die Bewilligung des Verwaltungsrates, dem Dr. Alex Murray angehört, notwendig. Leafy soll sich mit Dr. Murray anfreunden und ihn beeinflussen.
Leafy verabredet sich mit dem leidenschaftlichen Golfspieler Dr. Murray zu einer Partie. Murray bemerkt dabei mit Verwunderung, dass er noch nie Leafy auf dem Golfplatz gesehen hat.
Adekunle wird der neue Präsident des Landes. Es kommt zu Unruhen, die Demonstranten rufen Parolen gegen Fanshawe. Leafy verlässt das Gebäude der Botschaft, um sich als sein Chef auszugeben und die Demonstranten abzulenken. Auf der Flucht sieht er die Stelle eines Autounfalls, ein gekippter Ambulanzwagen liegt auf der Straße. Dr. Murray stirbt im Beisein von Leafy.
Die Rituale für die vom Blitz getötete Frau werden abgehalten. Leafy verlässt das Land.

## Hintergrund
Der Film wurde in Südafrika gedreht. Seine Produktionskosten betrugen schätzungsweise 20 Millionen US-Dollar. Der Film spielte in den Kinos der USA etwa 2,3 Millionen US-Dollar ein.

## Kritiken
James Berardinelli schrieb auf ReelViews, der Film sei als eine bissige Satire auf die britische Kolonialzeit konzipiert. Sein Problem sei, dass er häufig eher langweilig als witzig sei. Die Handlung sei „abgedroschen“ („trite“). Die Darstellungen seien „solide“, wobei „ironischerweise gerade der am wenigsten beeindruckende Darsteller“ – Colin Friels – die meiste Zeit auf der Leinwand zu sehen sei. Keiner von den Charakteren sei besonders sympathisch.
Das Lexikon des internationalen Films schrieb: „Weniger eine bissige politische Satire als ein weitgehend amüsantes Filmlustspiel, das in erster Linie über Typen- und Situationskomik funktioniert und von einer sehr guten Besetzung getragen wird.“